# 希爾斯伯勒 (馬里蘭州佐治王子縣)
希爾斯伯勒（英語：Hillsborough）是位於美國馬里蘭州佐治王子縣的一個非建制地區。

## 地理
希爾斯伯勒所處的海拔為高於海平面122米（即400英呎），而該地所採用的時區為UTC-5，即北美东部時區（EST）。同時該地設有夏令時間，為UTC-5調快一小時，即UTC-4（EDT）。